# 22348 Schmeidler
22348 Schmeidler è un asteroide della fascia principale. Scoperto nel 1992, presenta un'orbita caratterizzata da un semiasse maggiore pari a 2,2782223 UA e da un'eccentricità di 0,0784378, inclinata di 0,69182° rispetto all'eclittica.